# ونیچی
ونیچی (به لاتین: Vanići) یک زیستگاه انسانی در کرواسی است که در Sisak-Moslavina County واقع شده‌است.